# Dusona vitriala
Dusona vitriala là một loài tò vò trong họ Ichneumonidae.